# Omloop Het Nieuwsblad
De Omloop Het Nieuwsblad is een eendaagse wielerwedstrijd die het wielerseizoen in België en Noord-Europa opent. Het is bovendien de eerste Europese WorldTour-wedstrijd van het jaar. De wedstrijd werd in 1945 voor het eerst georganiseerd. Sinds 2006 wordt er ook een wedstrijd voor vrouwen georganiseerd.

## Geschiedenis
De eerste editie van de Omloop werd georganiseerd in 1945 onder de naam Omloop van Vlaanderen. De wedstrijd werd georganiseerd door de Vlaamse krant Het Volk als tegenhanger van de Ronde van Vlaanderen die door concurrent Het Nieuwsblad werd georganiseerd. Omdat de naam Omloop van Vlaanderen te veel zou lijken op die van de Ronde van Vlaanderen werd de wedstrijd in 1947 omgedoopt in Omloop Het Volk. De krant Het Volk werd in 2008 overgenomen door Het Nieuwsblad en daarom veranderde de naam opnieuw, dit keer in Omloop Het Nieuwsblad.
De wedstrijd wordt jaarlijks georganiseerd, maar vond drie keer niet plaats. In 1960 werd de wedstrijd niet georganiseerd wegens ruzie tussen de organisatie en de Internationale Wielerunie. De edities van 1986 en 2004 werden vanwege sneeuw geschrapt. Door slechte weersomstandigheden werd de wedstrijd van 1971 uitgesteld en drie weken later verreden.

### Start en finish
De Omloop had tot in 1996 z'n start en finish in Gent, waardoor de koers soms ook Gent-Gent genoemd werd. In de beginjaren lag de finish in het Kuipke, later verhuisde de aankomst onder meer naar de Gentse deelgemeenten Sint-Amandsberg en Zwijnaarde, om begin jaren '90 te eindigen aan de Gentse Watersportbaan. In 1996 werd de finale van de Omloop hertekend en kwamen de renners aan in Lokeren. Kasseistroken vlak bij de finish zoals de Vogelzangstraat moesten voor selectie zorgen. Vanaf 2008 keerde de finish terug naar Gent, met aankomsten aan het Sint-Pietersplein en, opnieuw, het Kuipke. De laatste helling was toen steevast de Molenberg, gevolgd door kasseistroken als de Paddestraat, Lippenhovestraat en Lange Munte.
Vanaf 2018 ligt de finish in Ninove. Initieel op de legendarische Hallebaan in Meerbeke, later in het centrum van Ninove zelf. De finale van de Omloop werd hiermee een kopie van de finale die de Ronde van Vlaanderen kende tussen 1973 en 2011, met de Muur en Bosberg in de finale.

### Hellingen
In de eerste jaren na de Tweede Wereldoorlog werden nauwelijks hellingen opgenomen in de Omloop. De Kwaremont vormde hierop een uitzondering. Aangezien een groot deel van het wegennet waarover gekoerst werd, zich nog in dermate slechte staat bevond (kasseien, oorlogsschade), voelden de organisatoren ook niet de noodzaak om de wedstrijd nog selectiever te maken.
Vanaf de jaren '50 werden aan het middendeel van de Omloop echter steeds meer hellingen in de Vlaamse Ardennen toegevoegd. Op 5 maart 1950 werden zo voor het eerst in een officiële wielerwedstrijd de Muur van Geraardsbergen en de Bosberg beklommen. In diezelfde editie werden ook de Kruisberg, Edelareberg, Kwaremont, Tiegemberg en Parikeberg aangedaan.

Na verloop van tijd werden overblijvende de kasseistroken ook steeds belangrijker, met als zwaartepunt de Haaghoek: de renners passeerden hier vaak tot driemaal toe in één Omloop.

## Mannen
Tussen 2005 en 2016 maakte de wedstrijd deel uit van de UCI Europe Tour. Vanaf 2017 staat de wedstrijd op de kalender van de UCI World Tour.

### Meervoudige winnaars

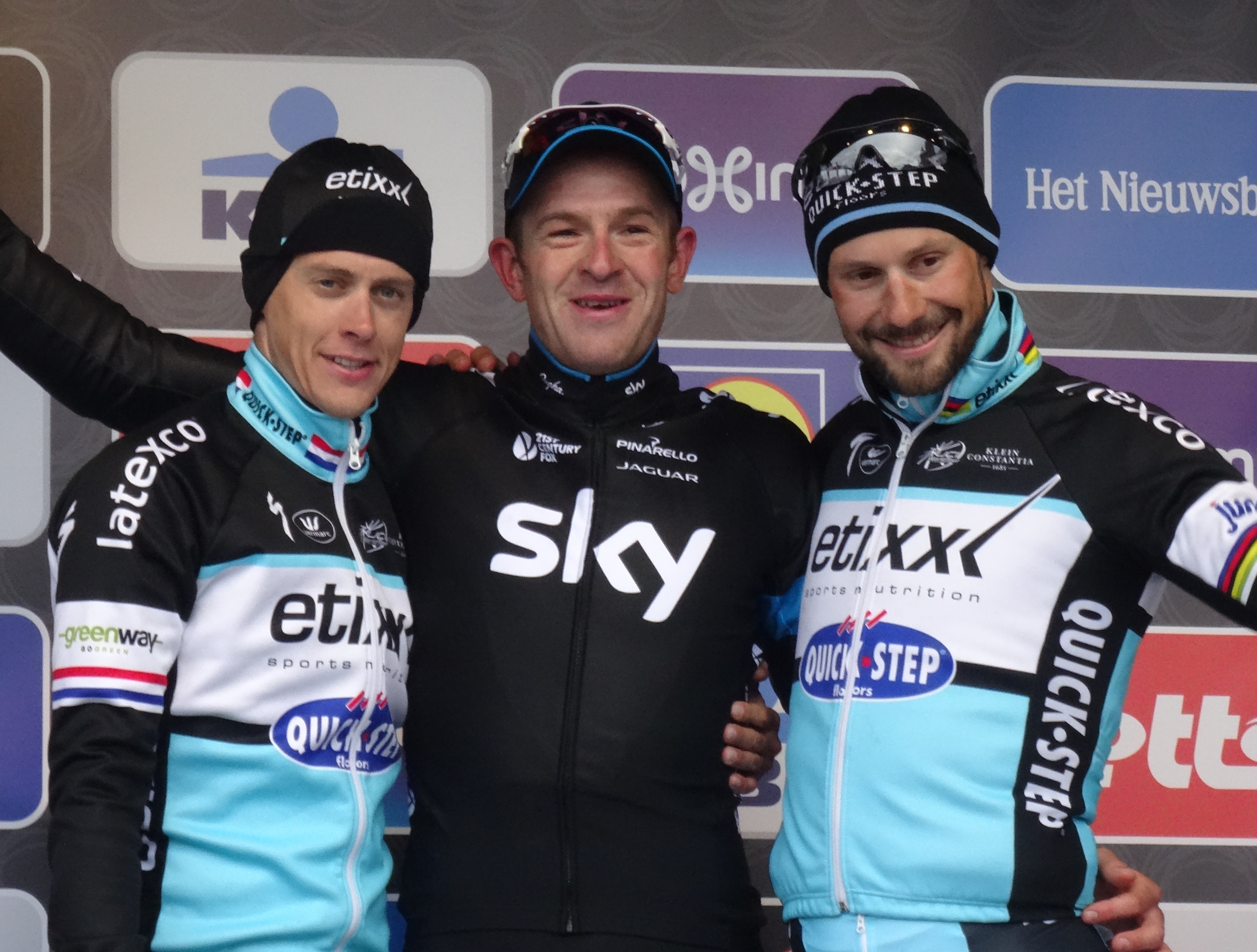
2015 : Niki Terpstra (2), Ian Stannard (1) en Tom Boonen (3).

| Zeges | Renner             | Jaren            |
| ----- | ------------------ | ---------------- |
| 3     | Ernest Sterckx     | 1952, 1953, 1956 |
| 3     | Joseph Bruyère     | 1974, 1975, 1980 |
| 3     | Peter Van Petegem  | 1997, 1998, 2002 |
| 2     | Jean Bogaerts      | 1945, 1951       |
| 2     | André Declerck     | 1949, 1950       |
| 2     | Frans Verbeeck     | 1970, 1972       |
| 2     | Eddy Merckx        | 1971, 1973       |
| 2     | Freddy Maertens    | 1977, 1978       |
| 2     | Roger De Vlaeminck | 1969, 1979       |
| 2     | Fons De Wolf       | 1982, 1983       |
| 2     | Eddy Planckaert    | 1984, 1985       |
| 2     | Johan Capiot       | 1990, 1992       |
| 2     | Wilfried Nelissen  | 1993, 1994       |
| 2     | Johan Museeuw      | 2000, 2003       |
| 2     | Philippe Gilbert   | 2006, 2008       |
| 2     | Ian Stannard       | 2014, 2015       |
| 2     | Greg Van Avermaet  | 2016, 2017       |

### Overwinningen per land
| Zeges | Land                                                       |
| ----- | ---------------------------------------------------------- |
| 57    | België                                                     |
| 5     | Italië, Nederland                                          |
| 2     | Noorwegen, Verenigd Koninkrijk                             |
| 1     | Denemarken, Duitsland, Ierland, Slovenië, Spanje, Tsjechië |

## Vrouwen
De vrouwenwedstrijd werd van 2006-2009 enkele weken na de editie van de mannen verreden. Vanaf 2010 vindt de wedstrijd op dezelfde dag plaats. Vanaf 2023 maakt de wedstrijd deel uit van de UCI Women's World Tour.

### Meervoudige winnaars
| Zeges | Renster              | Jaren      |
| ----- | -------------------- | ---------- |
| 2     | Suzanne de Goede     | 2006, 2009 |
| 2     | Emma Johansson       | 2010, 2011 |
| 2     | Anna van der Breggen | 2015, 2021 |
| 2     | Annemiek van Vleuten | 2020, 2022 |

### Overwinningen per land
| Zeges | Land                           |
| ----- | ------------------------------ |
| 12    | Nederland                      |
| 2     | België, Denemarken, Zweden     |
| 1     | Australië, Verenigd Koninkrijk |

## Beloften
De Omloop voor beloften (U23) wordt sinds 1950 gereden. Bekende winnaars zijn onder meer Rik Van Looy (1953), Freddy Maertens (1972) en Gerrie Knetemann (1973). De winnaars sinds 2001 staan hieronder opgelijst.

### Erelijst
1945 · 1946 · 1947 · 1948 · 1949 · 1950 · 1951 · 1952 · 1953 · 1954 · 1955 · 1956 · 1957 · 1958 · 1959 · 1960 · 1961 · 1962 · 1963 · 1964 · 1965 · 1966 · 1967 · 1968 · 1969 · 1970 · 1971 · 1972 · 1973 · 1974 · 1975 · 1976 · 1977 · 1978 · 1979 · 1980 · 1981 · 1982 · 1983 · 1984 · 1985 · 1986 · 1987 · 1988 · 1989 · 1990 · 1991 · 1992 · 1993 · 1994 · 1995 · 1996 · 1997 · 1998 · 1999 · 2000 · 2001 · 2002 · 2003 · 2004 · 2005 · 2006 · 2007 · 2008 · 2009 · 2010 · 2011 · 2012 · 2013 · 2014 · 2015 · 2016 · 2017 · 2018 · 2019 · 2020 · 2021 · 2022 · 2023 · 2024 · 2025
2011 · 2012 · 2013 · 2014 · 2015 · 2016 · 2017 · 2018 · 2019 · 2020 · 2021 · 2022 · 2023 · 2024 · 2025
Tour Down Under · Great Ocean Road Race · Ronde van de Verenigde Arabische Emiraten · Omloop Het Nieuwsblad · Strade Bianche · Parijs-Nice · Tirreno-Adriatico · Milaan-San Remo · Ronde van Catalonië · Driedaagse Brugge-De Panne · E3 Harelbeke · Gent-Wevelgem · Dwars door Vlaanderen · Ronde van Vlaanderen · Ronde van het Baskenland · Parijs-Roubaix · Amstel Gold Race · Waalse Pijl · Luik-Bastenaken-Luik · Ronde van Romandië · Eschborn-Frankfurt · Ronde van Italië · Ronde van Auvergne-Rhône-Alpes · Ronde van Zwitserland · Copenhagen Sprint · Ronde van Frankrijk · Clásica San Sebastián · Ronde van Polen · BEMER Cyclassics · Renewi Tour · Ronde van Spanje · Bretagne Classic · GP van Québec · GP van Montréal · Ronde van Lombardije · Ronde van Guangxi
World Cup:
1998 · 
1999 · 
2000 · 
2001 · 
2002 · 
2003 · 
2004 · 
2005 · 
2006 · 
2007 · 
2008 · 
2009 · 
2010 · 
2011 · 
2012 · 
2013 · 
2014 · 
2015
World Tour:
2016 · 
2017 · 
2018 · 
2019 · 
2020 · 
2021 ·
2022 ·
2023 ·
2024 ·
2025
Huidige koersen:
Tour Down Under · Cadel Evans Great Ocean Road Race · Ronde van de Verenigde Arabische Emiraten · Omloop Het Nieuwsblad · Strade Bianche · Ronde van Drenthe · Trofeo Alfredo Binda · Classic Brugge-De Panne · Gent-Wevelgem · Ronde van Vlaanderen · Parijs-Roubaix · Amstel Gold Race · Waalse Pijl · Luik-Bastenaken-Luik · Ronde van Chongming · Ronde van het Baskenland · Ronde van Burgos · RideLondon Classique · The Women's Tour · Ronde van Zwitserland · Copenhagen Sprint · Giro Donne · Tour de France Femmes · Ronde van Scandinavië · Classic Lorient Agglomération · Simac Ladies Tour · La Vuelta Femenina · Ronde van Romandië · Ronde van Guangxi
Voormalige koersen:
Philadelphia Cycling Classic · Ronde van Californië · Emakumeen Bira · La Course by Le Tour de France · Open de Suède Vårgårda